# جوزيف بريان تومسون
جوزيف بريان تومسون (بالإنجليزية: Joseph Bryan Thompson)‏ هو محامي وسياسي أمريكي، ولد في 29 أبريل 1871 في شيرمان في الولايات المتحدة، وتوفي في 18 سبتمبر 1919 في مرتينسبورغ في الولايات المتحدة. حزبياً، نشط في الحزب الديمقراطي. وقد انتخب عضو مجلس ولاية أوكلاهوما وانتخب عضو مجلس النواب الأمريكي.